# 石川銀行

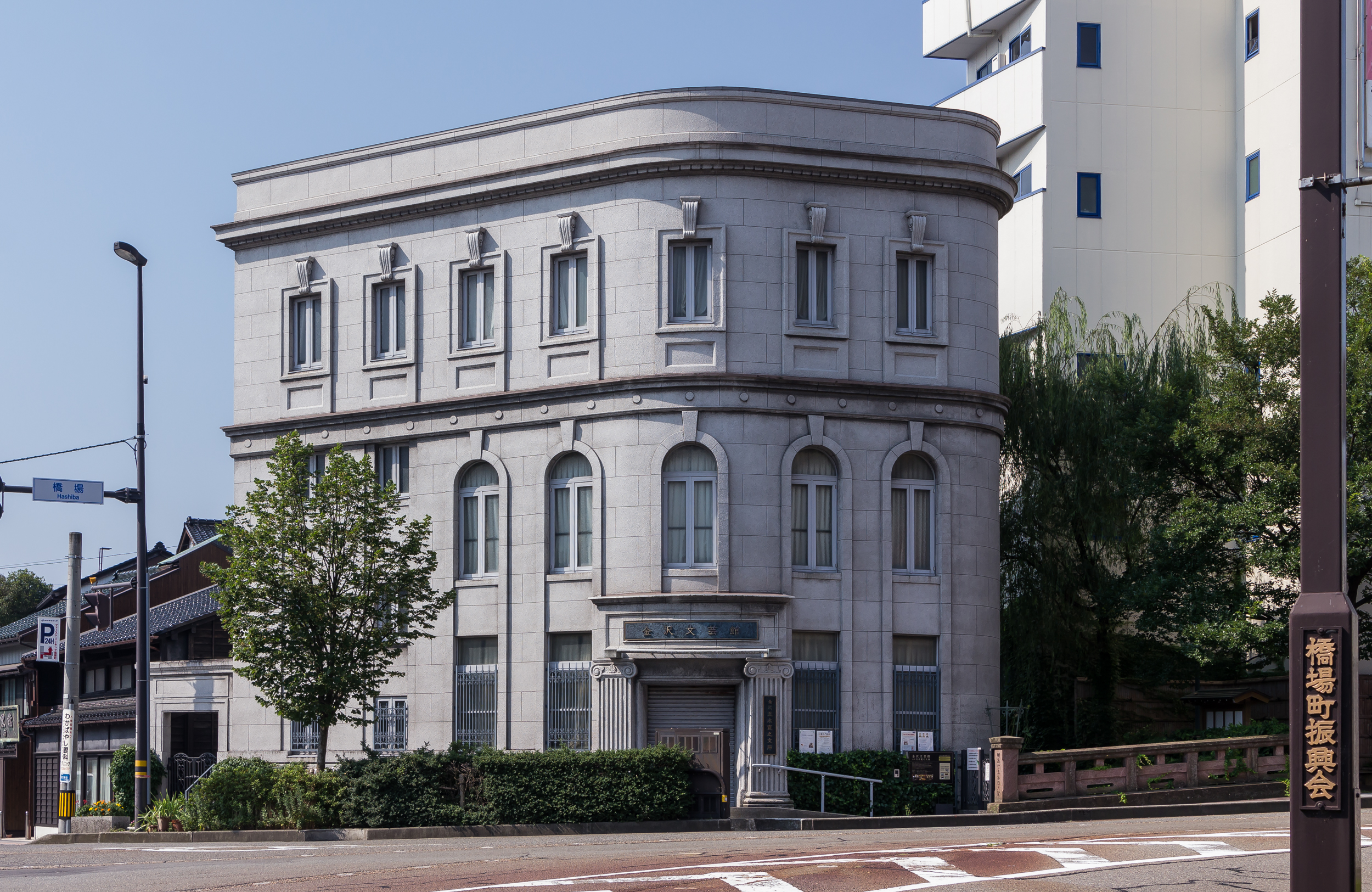
登録有形文化財の旧石川銀行橋場支店（現在は金沢文芸館）

株式会社石川銀行（いしかわぎんこう）は、かつて存在した第二地方銀行。通称はいしぎん（石銀）。マスコットはガンバル君（漫画家の吉田戦車が生みの親）。キャッチフレーズは「用もないのに石川銀行」。本店は石川県金沢市香林坊に存在した。

## 概要
1951年の相互銀行法施行に伴い、中世・近世から存在した資金融通を起源とする北陸無尽会社が『加州相互銀行』に転換。1989年2月1日から普通銀行の『石川銀行』となる。トップは創業者一族の高木洋から、長男・茂に引き継がれた典型的オーナー企業であった。
2000年8月6日に経営破綻した。破綻時の総資産は5513億円（預金5107億円、貸出金4161億円）、店舗数は65（石川55、富山4、福井2、新潟・大阪・愛知・東京各1）、従業員数は709人であった。また、東京証券取引所に上場する予定だった。
香林坊に所在した本店は取り壊され、賃貸ビルディングが建設された。

## 脆弱な経営基盤と県外進出
県内金融機関の総融資量に占める石川銀行のシェアは、破綻前でも5%程度。4割を誇る北國銀行、2割の北陸銀行に大きく水をあけられ、脆弱な経営基盤であった。しかし、金融自由化の進展でコール市場からの資金調達が容易となり、潤沢となった資金の貸出先は必然的に基盤が弱い地元ではなく、東京等の県外に向かった。手堅い小口案件よりも、1件あたりの融資額を増やす方針を採り、頭取のトップ営業が拍車をかけた。
特に1974年に開設した東京支店は、大口貸出先を半ば一手に担当したが抱えていた老舗レストランの不良債権売却を機に、福島交通グループと関係を深めて融資した500億円や、1991年1月に倒産したマンション開発・デベロッパーのパシフィックアトラス向けの融資50億円、都内の広告代理店ナショナルエンタープライズが所有していた千葉県木更津市真里谷（まりやつ）のゴルフ場カントリークラブ ザ・ファースト（現・アクアラインゴルフクラブ）向け融資金57億円などが、尽く不良債権化していった。

## 不良債権処理と増資策、そして経営破綻
2000年3月期決算の不良債権の公表総額は1363億円。2001年3月期決算の不良債権は1814億円に増加。さらに2001年の1月から3月にかけて行われた金融庁検査では指摘を受け、さらに半年間で不良債権は472億円増加した。当初の見込み以上に不良債権を追加指摘されると、減額と引当金で財務は圧迫される。ただでさえ、過去10年間の同行の自己資本比率は4～5%をさまよい、同時期の、北國銀行は11%強、北陸銀行は9%半と比べても、大きく見劣りしていた。この金融庁検査の結果、自己資本比率がマイナスに転落することが判明すると、生き残りをかけ石川銀行は増資策で補おうとした。 銀行の健全指標とされる自己資本比率4%、これが目標であった。
2000年3月に引き続き、2000年4月の計3回、総額約371億円にも及ぶ巨額の第三者割当増資を実施した。 不可能とも思える1年余りで預金残高の5%を超える増資を達成できた理由は、顧客の預金を取崩してもらうか融資を絡めて話を進めたためであった（当然彼らは石川銀行側の「増資に応じれば融資に有利」「いつでも売却できる」との言葉を信じ、2000年8月に株券が紙くずになることを知る由もなかった）。そして同行の元取締役や元頭取の親族が役員を務める関係会社の石川リース、北国実業等4社が大量の増資株を引き受けていた。その額は総額72億円にも及んだ。さらに銀行関連会社が大株主の上位に名を連ねた。だがその実態は取引先の英会話教室グループNOVAの関連会社のギンガネットであった。その額も約59億円にも及んだ。ただしこれらの増資は、実際は融資した金額の一部が増資引受原資に回っていただけであり、「迂回融資」による「見掛増資」であった。
一連の増資策は所詮焼け石に水であった。続く2001年10月下旬から始まった異例とも言える過去1年間に2回目の金融庁特別検査では、さらに不良債権を追加指摘され、結局451億円も上積みされた。この結果、2001年9月期決算では224億円の債務超過、自己資本比率は連結で▲6.37%が確定、2000年8月6日預金保険法第74条第5項の規定による申出がなされ、経営破綻した。

## その後
- 2002年
  - 3月1日 - 北陸銀行に営業譲渡する方向で最終調整を行っていることが明らかになるが、北陸銀行がメインバンクである佐藤工業の経営破綻で交渉は中断。
  - 3月28日 - 金融庁は日本承継銀行（ブリッジバンク）に営業を一時譲渡することを決定した[7]。
- 2003年
  - 3月24日 - 日本承継銀行を経由して、北陸銀行、北國銀行、富山第一銀行、金沢信用金庫、能登信用金庫（現・のと共栄信用金庫）に分割営業譲渡された[7]。
  - 3月16日 - 元頭取の高木茂、元東京支店長ら旧経営陣が特別背任罪にて石川県警察に逮捕された。
- 2007年7月24日 - 高木元頭取に対し、検察側は「銀行を犠牲にして自己保身を図り、多大な損失を負わせた」として懲役五年を求刑したと報じられる[8]。元支店長など2人は既に金沢地方裁判所において一審の執行猶予付き有罪判決が確定。もう一人の被告は一審の判決を不服として控訴、棄却され上告している。
- 2009年7月7日 - 名古屋高等裁判所金沢支部、高木の控訴を棄却。不正融資の主犯と認定し懲役3年を言い渡した金沢地裁判決を支持。その後、高木が上告しない意向を明らかにし実刑が確定する[9]。
- 2013年4月25日 - 石川銀行の増資に応じた預金者融資先を中心とする旧株主から提起された損害賠償請求訴訟で、最高裁第2小法廷が銀行側の上告を受理しない決定を下し、38億円の賠償金が確定[10]。

## 沿革
- 1943年6月 - 北都無尽株式会社と輪島無尽株式会社の合併により、北陸無尽株式会社として設立。
- 1944年9月 - 北国無尽株式会社を吸収合併。
- 1951年10月 - 相互銀行に転換、株式会社加州相互銀行に商号変更。
- 1989年2月 - 普通銀行に転換、株式会社石川銀行に商号変更。
- 2000年8月6日 - 預金保険法第74条第5項の規定による申出がなされ、経営が破綻[11][7]。
- 2002年
  - 3月29日 - 預金保険機構に対して資金援助申請。
  - 7月まで、金融整理管財人より、受け皿となる可能性のある先に幅広く接触。
  - 9月まで、引受に関心を示した先と守秘義務契約を締結、詳細資料を先方に提供。
  - 11月まで、候補先によるデューデリジェンスの実施。
  - 11月15日 - 北陸銀行、北國銀行、富山第一銀行、金沢信用金庫、能登信用金庫の3行2金庫を受け皿とすることを決定し、受け皿、日本承継銀行、石川銀行の3者間で「営業譲渡に関する基本合意書」を締結。
- 2003年
  - 3月5日 - 預金保険機構運営委員会において資産買取りを決定。
  - 3月24日 - 北陸銀行に42店舗を営業譲渡し、残りを北國銀行・富山第一銀行・金沢信用金庫・能登信用金庫（現・のと共栄信用金庫）に分割営業譲渡。[7]
  - 5月8日 - 解散。本店（これ以後は清算法人の事務局）を移転。
- 2014年5月12日 - 清算結了。同月15日付で登記簿が閉鎖され、完全消滅した。

## イメージキャラクター
- ガンバル君 - 手取川上流で石から生まれたらしいが定かではない。年齢不詳。体は石でできているという。石川銀行本店屋上に住み、世間を見守っていたという。

## 関係者
- 小針暦二 - 福島交通・日本ロイヤルクラブ